# Krzysztof Niemirowicz Szczytt (zm. 1720)

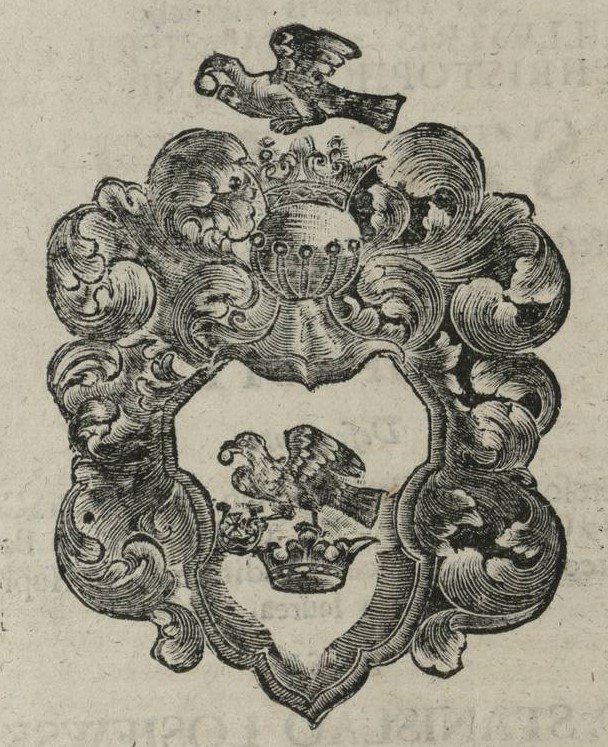
Herb Jastrzębiec Krzysztofa Niemirowicza Szczytta w Paradoxa Philosophica z 1693 r.

Krzysztof Benedykt Niemirowicz Szczytt (Szczytt Niemirowicz / Szczytt) herbu Jastrzębiec (zm. 1720) – kasztelan smoleński (1713–1720), cześnik litewski (1702–1713), rotmistrz chorągwi pancernej (od 1700), chorąży połocki (1697-1713), konsyliarz województwa połockiego w konfederacji sandomierskiej 1704 roku, stolnik połocki (1681-1697), starosta klaszycki, starosta jaśwojński, poseł na sejmy
Jeden z sześciu synów podkomorzego połockiego Justyniana (zm. 1677) i Anny (Joanny) Tukowiczówny (zm. 1694), córki Bazylego i Zofii z Sieheniów.

## Aktywność polityczna
Jeszcze jako małoletni brał udział w sejmiku przedsejmowym w Połocku w 1672. W 1674 wraz z ojcem i braćmi podpisał z woj. połockiego elekcję króla Jana III Sobieskiego. Deputat województwa połockiego ba Trybunał Główny Wielkiego Księstwa Litewskiego w 1677 roku, w 1682 roku i w 1701 roku. Stolnik połocki (co najmniej od 1681 – 1697). W latach 80. XVII w. związany z obozem Sapiehów zwalczającym Ogińskich.
Uczestniczył w wyprawie wiedeńskiej Jana III Sobieskiego (1683).
Poseł z woj. połockiego na sejmy zwyczajne w 1688 i 1692-1693 oraz nadzwyczajny w 1693, na którym podpisał Manifest, zarzucający królowi Janowi III pozostawienie państwa bez rady i obrony. Poseł z województwa połockiego na sejm 1695. Poseł województwa połockiego na sejm konwokacyjny 1696 roku, po zerwanym sejmie konwokacyjnym 1696 roku przystąpił 28 września 1696 roku do konfederacji generalnej. 4 lipca 1696 wybrany, a 17 września 1697 nominowany na chorążego połockiego.
W 1697 porzucił stronnictwo sapieżynskie i przystał do republikantów, zwalczających dominację Sapiehów na Litwie. Był elektorem Augusta II Mocnego z województwa połockiego w 1697 roku. Reprezentował woj. połockie na koronacji Augusta II, a później na sejmie pacyfikacyjnym 1699, gdzie został wybrany do deputacji ds. spisania konstytucji i wysłanej do króla w sprawie wyprowadzenia wojsk saskich.
W 1700 w Wilnie podpisał akt zgody republikantów z Sapiehami (nie wszedł w życie). W tym samym roku jako rotmistrz chorągwi pancernej wraz z kasztelanem Michałem Kazimierzem Pacem przeprowadził popis pospolitego ruszenia szlachty połockiej. Dowodząc chorągwią pancerną wystawioną z woj. połockiego, wziął udział w zwycięskiej bitwie pod Olkienikami (18.XI.1700). Z ramienia ruchu republikanckiego podpisał akt powierzenia Augustowi II władzy absolutnej na Litwie (postanowienie wileńskie) z 24 listopada 1700.
Jako deputat z woj. połockiego w 1701 uczestniczył w zjazdach republikantów w Różanej, Wilnie i Grodnie. Jako poseł z woj. połockiego w obradach rad konfederackich w Warszawie i Toruniu w 1702 (powołanych pod Sandomierzem t.r.) i w zjeździe republikantów w Wilnie, gdzie w 1703 zawiązano konfederację generalną W.X.Lit. w obronie Augusta II (był jednym z 12 posłów wydelegowanych do przekazania królowi podjętych decyzji). Brał udział w obradach konfederackiej rady malborskiej (1703). Na sejmie lubelskim 1703 obrany deputatem do trybunału skarbowego, a na zjeździe generalnym pod Sandomierzem 1704 na deputata do sądów konfederacji sandomierskiej. Uczestniczył w obradach rady konfederacji sandomierskiej w Grodnie (1705).
Związany z hetmanem polnym lit. Michałem Wiśniowieckim, dzięki któremu pod koniec 1702 otrzymał cześnikowstwo lit., zatrzymując dożywotnio chorąstwo połockie. W 1704 uczestniczył w walkach na Żmudzi z wojskami sapieżyńsko-szwedzkimi, w tym zwycięsko w starciu pod Szkudami z dywizją Krzysztofa Kieżgajło-Zawiszy. W latach 1706–1707 znajdował się w obozie hetmana Wiśniowieckiego w Kownie. Krzysztof Niemirowicz-Szczytt otrzymał wówczas od Stanisława Leszczyńskiego nadanie na kasztelana połockiego, ale w ostateczności nominacja ta nie została przeprowadzona. Nie potwierdzono również związanej z awansem Niemirowicza-Szczytta na kasztelana połockiego nominacji Mikołaja Faustyna Radziwiłła na cześnikostwo, który miał zająć ten urząd po zwolnieniu go przez Krzysztofa Niemirowicza-Szczytta.
W 1707 podpisał akt interregnum w Lublinie. W 1708 prowadził walki z siłami rosyjsko-litewskimi Grzegorza Ogińskiego i wraz z obozem Wiśniowieckiego zaakceptował panowanie Stanisława Leszczyńskiego.
W 1709 zaaprobował powrót do władzy Augusta II i porzucił obóz Wiśniowieckiego, wiążąc się z dworem i hetmanem Stanisławem Denhoffem. Od 1709 do 1716 posiadał w armii lit. chorągiew petyhorską.
W 1710 posłował z woj. połockiego i armii lit. na Walną Radę Warszawską, na której potwierdzono jego obór na deputata do trybunału skarbowego lit. W 1713 został kasztelanem smoleńskim i rozpoczął starania o woj. mścisławskie. Brał udział w sejmie niemym (1717), na którym obrano go na deputata do trybunału skarbowego lit.

## Dobra i fundacje
Zgromadził znaczny majątek, przede wszystkim w woj. połockim. Należały do niego m.in. Prozoroki, Komorowszczyzna, Ososkowo, Lisno, Hlińce, Chociemicze, Uroda, Uszacz, Datnów, Jałówka, Sanniki, Kożangródek, Nowy Dworzec, Bołotnica, Orzechowo, Mirowlany, Mojsiewicze, Połoczany, Swile, Klepacze, Poniewieże.
Druga żona zapisała mu prawo do starostwa jaśwojńskiego, które w 1717 przekazał synowi Józefowi.
Około 1700 wojewoda połocki Dominik Słuszka przekazał mu wsie Klaszyce i Niszcza, które utworzyły starostwo klaszyckie.
Dobrodziej zakonu franciszkanów w Prozorokach i karmelitów bosych w Kownie. Współfundator wraz z żoną Anną z Kieżgałjo-Zawiszów kościoła karmelitów bosych w Kownie. Krzysztof i Anna z Kieżgajło-Zawiszów Niemirowiczowie Szczytowie, kasztelanowie smoleńscy, 4 września 1716 r. zapisali karmelitom bosym z Kowna majątek Kaczaniszki położony nad Niemnem w pobliżu Czerwonego Dworu. Niedługo potem wybudowali im murowany kościół pod wezwaniem Św. Eliasza. Fundację Niemirowiczów-Szczytów zatwierdził w 1726 r. król August II. Z uzyskanych funduszy zakonnicy zakupili parę domów i placów w mieście oraz wybudowali przy kościele św. Eliasza drewniany klasztor. W 1770 konwent dokonał zamiany swych nieruchomości z władzami miejskimi Przekazał miastu place i domy z wyjątkiem kościoła św. Eliasza w zamian otrzymując kościół św. Krzyża wraz z parafią. Przy kościele wybudowano murowany klasztor. Odtąd w Kownie istniały dwa kościoły karmelitów bosych. Z polecenia władz rosyjskich w 1845 r. obie świątynie karmelitów w Kownie zostały zamknięte.
Działalność fundacyjną Krzysztofa i Anny z Kieżgajło-Zawiszów wobec zakonu karmelitów bosych kontynuował później ich syn Józef Niemirowicz-Szczytt (zm. 1745 w Wilnie), kasztelan mścisławski. Jako dobrodziej zakonu został on pochowany w kościele św. Eliasza w Kownie.
Krzysztof Niemirowicz-Szczytt sprawował również mecenat nad studentami Akademii Wileńskiej.

## Rodzina
Krzysztof Niemirowicz-Szczytt był trzykrotnie żonaty.
Pierwszą żoną była Ludwika Chreptowiczówna I v. za Krzysztofem Kimbarem, podstolim brasławskim, córka starosty hajneńskiego (haińskiego) Jerzego Chreptowicza, a wnuczka wojewody nowogrodzkiego Jerzego Chreptowicza, siostra Zuzanny za Tomaszem Sapiehą, wojewodą nowogródzkim i wendeńskim.
Drugą żoną (co najmniej od 1686) była Katarzyna z Bennettów (zm. 1695), córka sekretarza i majora JKM Jerzego Bennetta, a wdowa po staroście jaśwojńskim Jerzym Konstantym Judyckim, synu kasztelana mińskiego Aleksandra. Miał z nią syna:
- Benedykta (zm. bezpotomnie)

Trzecią żoną (co najmniej od 1703 r.) była Anna z Kieżgajło-Zawiszów (zm. w grudniu 1736 r.) I voto za Czerniewskim II voto za Piotrem Stanisławem hr. Tarnowskim, starostą krzepickim. Anna była córką Jana Jerzego Kieżgajło-Zawiszy (starosty brasławskiego, rotmistrza królewskiego) i Apolonii z Kryszpin-Kirszenszteinów, a wnuczką marszałka wielkiego litewskiego Krzysztofa Kieżgajło-Zawiszy i podskarbiego wielkiego litewskiego Hieronima Kryszpina-Kirszenszteina. Z Anną miał:
- Józefa (zm. 1745), ożenionego z Petronellą Wołodkowicz, ojca Krzysztofa
- Jana Krzysztofa (zm. między 1756-1771), ożenionego z kasztelanką połocką Ludwiką Pacówną (córką Michała Kazimierza Paca), ojca Józefa i Krzysztofa
- Dominika (zm. młodo)
- Teresę za Józefem Benedyktem Tyszkiewiczem[14][15][16][3].

Anna Niemirowiczowa Szczyttowa została pochowana w kościele karmelitów bosych w Kownie.
Od synów Krzysztofa Benedykta wywodzą się dwie linie Niemirowiczów-Szczyttów:
- juchowicka – po Józefie
- kożangródzka – po Janie Krzysztofie.